# Фактор холода
«Фактор холода» (англ. Chill Factor) — американский боевик с элементами комедии 1999 года. Является режиссерским дебютом Хью Джонсона. Фильм получил негативные отзывы кинокритиков и стал кассовым провалом, собрав 11,8 млн долларов по всему миру при бюджете в 34 млн долларов.

## Сюжет
На одном из тропических островов проводятся секретные эксперименты с химическим оружием под руководством доктора Лонга. Неправильно рассчитав радиус поражения, доктор проводит пробный взрыв, в результате которого в страшных мучениях погибает целый отряд капитана Бриннера… Капитана увольняют из армии и отправляют на 10 лет в тюрьму, а доктор остается на свободе. Через десять лет Бриннер набирает себе вооруженную команду и находит доктора, продолжающего свои страшные эксперименты…

## В ролях
| Актёр              | Роль                  |
| ------------------ | --------------------- |
| Кьюба Гудинг мл.   | Арло                  |
| Скит Ульрих        | Тим Мейсон            |
| Питер Ферт         | Эндрю Бриннер         |
| Дэвид Пеймер       | Ричард Лонг           |
| Хадсон Лейк        | Вон                   |
| Дэниэл Хью Келли   | полковник Лео Вителли |
| Кевин Дж. О’Коннор | Телстар               |
| Джадсон Миллс      | Деннис                |
| Рода Гриффис       | беременная женщина    |